# Calco
Calco é uma comuna italiana da região da Lombardia, província de Lecco, com cerca de 4.039 habitantes. Estende-se por uma área de 4 km², tendo uma densidade populacional de 1010 hab/km². Faz fronteira com Brivio, Imbersago, Merate, Olgiate Molgora, Pontida (BG), Villa d'Adda (BG).

## Demografia
| Variação demográfica do município entre 1861 e 2011                               |
|                                                                                   |
| Fonte: Istituto Nazionale di Statistica (ISTAT) - Elaboração gráfica da Wikipedia |